# نادی‌کاپورناک
نادی‌کاپورناک (به مجاری:  Nagykapornak) یک شهرداری در مجارستان است که در زالا واقع شده‌است. نادی‌کاپورناک ۲۴٫۴۱ کیلومتر مربع مساحت و ۹۳۹ نفر جمعیت دارد.